# Bayboro
Bayboro är administrativ huvudort i Pamlico County i North Carolina. Vandemere var huvudort fram till år 1876 och år 1881 fick Bayboro status som kommun (town). Enligt 2010 års folkräkning hade Bayboro 1 263 invånare.